# Велика трійка лейблів звукозапису
«Велика трійка лейблів звукозапису» — це три найбільші звукозаписувальні компанії світу, які разом з дочірніми лейблами звукозапису контролюють близько 80% ринку. З 2012 року до «Великої трійки» входять Universal Music Group, Sony Music Entertainment та Warner Music Group.

## Визначення
Лейбли звукозапису — це компанії, що записують та продають музику. Їхній дохід походить з трьох основних джерел: продажі фізичних примірників альбомів, цифрові завантаження або стрімінг; партнерські угоди з відомими брендами, які будуть просувати їхні виконавці; ліцензування музики, коли та виконується в кінофільмах, рекламних відео, на телебаченні тощо.
Всі лейбли звукозапису можна розділити на дві групи: «мейджор-лейбли» (від англ. major — великий), що підпорядковані більшим організаціям, або групам лейблів, та «інді-лейбли» (від англ. independent — незалежний), звукозаписувальні компанії, які мають власне фінансування. До складу мейджор-лейблів входять десятки дочірніх компаній, лейблів меншого розміру, а також компанії, які відповідають за просування та виробництво музичних записів. Своєю чергою менші незалежні лейбли можуть відповідати лише за звукозапис, віддаючи розповсюдження та маркетинг іншим компаніям.
«Велика трійка» (раніше — «Велика четвірка», «Велика п'ятірка» або «Велика шістка») — це умовна назва найбільших груп лейблів звукозапису, які контролюють більшу частину світової музичної індустрії.

## Історія

### Велика шістка (до 1998 року)
Наприкінці 1980-х років на світовому музичному ринку домінувала так звана «Велика шістка лейблів звукозапису», в яку входили BMG, EMI, PolyGram, Sony Music, MCA та Warner Music.
| MCA або Music Corporation of America — американська корпорація, заснована 1924 року. Вона увійшла до звукозаписувального бізнесу 1962 року, викупивши американське відділення Decca, а пізніше придбала лейбли Coral, Brunswick, ABC, Chess, Impulse!, Dot, Dunhill, Geffen та інші. | PolyGram — нідерландська медіакомпанія, заснована 1962 року як спільне підприємство Siemens та Philips під назвою DGG / PPI, та перейменована на PolyGram 1971 року. Наприкінці 1990-х років корпорація Philips володіла 75 % часткою компанії PolyGram, до складу якої входили лейбли Polydor, Mercury, MGM, Phonogram, Island, A&M та Motown.                          |
| EMI Group або Electric and Musical Industries — британська медіакомпанія, заснована 1931 року в результаті злиття компаній Columbia Graphophone Company і Gramophone Company, які на двох контролювали половину британського ринку музичних записів. В 1950-ті роки частиною EMI став лейбл Capitol, а в 1990-х — Chrysalis та Virgin. | BMG або Bertelsmann Music Group — це група лейблів, що належить німецькій медіакомпанії Bertelsmann. Вона була заснована 1986 року після того, як Bertelsmann придбали американську компанію RCA Records, що працювала з 1929 року, та об'єднали його із власними лейблами Ariola та Arista.                                                                             |
| Warner Music Group — американська медіакорпорація, започаткована 1958 року кінокомпанією Warner Bros. як лейбл звукозапису Warner Bros. Records. На початку 1970-х років групу було перейменовано на WEA (Warner-Atlantic-Electra) на честь трьох провідних лейблів компанії. В середині 1980-х років Федеральна торгова комісія США відхилила пропозицію про злиття WEA з PolyGram. В дев'яності роки групу лейблів було перейменовано на Warner Music. | Sony Music Entertainment — музична компанія, що належить японській корпорації Sony. 1988 року Sony придбала в американської телемережі CBS звукозаписувальний підрозділ CBS Records, що володів лейблами Columbia (найстаріший лейбл звукозапису у світі, заснований 1888 року), Portrait та Epic. 1991 року CBS Records було перейменовано на Sony Music Entertainment. |

### Велика п'ятірка (1998—2004)
1995 року новим власником MCA стала канадська компанія Seagram, один за найбільших виробників алкогольних напоїв у світі. За рік було вирішено відмовитися від назви «MCA», яка існувала з 1924 року, і група лейблів MCA була перейменована на Universal Music Group. 1998 року Seagram заплатили 10,6 млрд доларів, та придбали одну з компаній «Великої шістки» PolyGram, чиї лейбли увійшли до складу Universal Music Group, зробивши її найбільшою музичною компанією світу.
Злиття PolyGram з Universal призвело до того, що «Велика шістка», яка існувала щонайменше 25 років до цього, перетворилася на «Велику п'ятірку»: EMI, Sony Music, Universal, Warner та BMG. Ці п'ять корпорацій контролювали до 90 % світової музичної індустрії. Найбільшим гравцем серед них була Universal Music Group, яка 1998 року володіла 29 % ринку. Другою — Warner Music Group, чия частка ринку складала 15,9 %. 

### Велика четвірка (2004—2012)
2004 року японська компанія Sony та німецька Bertelsmann об'єднали власні групи лейблів і створили спільне підприємство Sony BMG Music Entertainment. Попри те, що європейські інді-лейбли були проти консолідації, Європейська комісія не перешкоджала об'єднанню. 2008 року корпорація Sony викупила частку Bertelsmann за 1,2 млрд доларів, і стала одноосібним володарем компанії, перейменував її на Sony Music Entertainment.
Після об'єднання Sony та BMG «Велика п'ятірка» перетворилася на «Велику четвірку»: Sony, EMI, Universal та Warner. Ці компанії разом контролювали понад 85 % ринку, де Universal Music Group належало 35,1 %, Sony Music Entertainment — 22,8 %, Warner Music Group — 21,1 %, EMI Group — 8,4 %, незалежні лейбли — 12.6 %.

### Велика трійка (з 2012 року)
Ще 2007 року EMI придбав приватний інвестиційний фонд Terra Firma Capital за 8 млрд доларів, але не зміг виконати кредитні зобов'язання, після чого 2011 року EMI Group стала власністю американської банківської корпорації Citygroup. Було оголошено тендер на продаж медіагрупи: окремо на підрозділ звукозапису, і окремо на видавницький підрозділ із каталогом в 1,4 млн пісень. Головними фаворитами вважалися Warner Music Group та консорціум KKR та Bertelsmann, але запропонована ними ціна не влаштувала Citygroup. Новими власниками EMI Music Group стали Universal, що придбали підрозділ звукозапису за 1,9 млрд доларів, та Sony, які заплатили за бізнес по видавництву 2,2 млрд.
Продаж EMI Group призвела до того, що 2012 «Велика четвірка» перетворилася на «Велику трійку»: Sony, Universal та Warner. 2023 року розподілення музичного ринку було наступним: Universal Music Group — 34.61 %,  Sony Music Entertainment — 27.50 %, Warner Music Group — 17.46 %, незалежні лейбли — 20.43 %.